# Rhythm of the Rain
Singles de The Cascades
Second Chance
(1962) Let Me Be
(1962)
Rhythm of the Rain est une chanson des Cascades, sortie aux États-Unis en single en novembre 1962.
La chanson a atteint la 1re place au classement Middle-Road Singles du Billboard (« Billboard Adult Contemporary » comme il s'appelle maintenant) et la 3e place au Billboard Hot 100.

## Classements
| Classement (1963)                       | Meilleure position |
| --------------------------------------- | ------------------ |
| Belgique (Flandre Ultratop 50 Singles)  | 14                 |
| Belgique (Wallonie Ultratop 50 Singles) | 23                 |
| Norvège (VG-lista)                      | 7                  |
| Billboard Hot 100                       | 3                  |
| Billboard Middle-Road Singles           | 1                  |
| Royaume-Uni (UK Singles Chart)          | 5                  |

## Version de Sylvie Vartan (En écoutant la pluie)
Singles de Sylvie Vartan
Chance / Il revient / Reponds-moi / Tous les gens
(1963) I'm watching
(1963)
La chanson a été adaptée en français (sous le titre En écoutant la pluie) par Richard Anthony. Elle a été enregistrée par Sylvie Vartan, qui l'a sortie en single en 1963.
Selon le classement publié en juillet 1963 dans le magazine américain Billboard, la chanson En écoutant la pluie de Sylvie Vartan a été classée numéro un en France,,.

### Liste des pistes
Single 7" 45 tours RCA Victor 45.277 (1963, France)
A. En écoutant la pluie (Rhythm of the Rain)
B. Jamais (Late Date Baby)
EP 7" 45 tours Sylvie à l'Olympia RCA 86.007 (1963, France)
A1. En écoutant la pluie
A2. Jamais
B1. Avec moi
B2. Mon ami

### Classements
| Classement (1963)                       | Meilleure position |
| --------------------------------------- | ------------------ |
| Belgique (Wallonie Ultratop 50 Singles) | 11                 |